# Lien Neville
Lien Neville es un personaje ficticio de la serie de videojuegos de pelea The King of Fighters.

## Historia
Desde que tiene capacidad para recordar, Lien ha tenido entrenamiento especial y ha sido educada para ser una asesina profesional. La organización a la cual pertenecía fue destruida por el sindicato más grande del bajo mundo (Addes), perdiendo a muchos de sus camaradas.
Habiendo jurado combatir a Addes hasta la muerte, Lien quiso introducirse dentro del cartel. En un principio, ella tenía el objetivo de eliminar a Duke, el jefe de la banda Mephistopheles (una mafia subordinada de Addes). Pero en un irónico giro del destino, Lien descubrió que fue contratada por el hombre que era su objetivo a eliminar, quien comprendió lo valioso de sus habilidades.
Suele ser utilizada por Duke para poder penetrar al santuario y cuartel general de Addes. De hecho, ella fue quien asesinó a Fate, el tutor de Alba y Soiree Meira por orden de Duke (razón por la cual, ambos desean eliminarla a ella también). En el primer KOF Maximum Impact, descubrió que Duke fue quien asesinó a sus padres. Por ello, después de que este fue vencido por Alba Meira, Lien irá tras él.
Un tiempo después, ella recibe de Nagase la invitación al segundo torneo KOF MI (llamado también KOF 2006). Pero en el torneo, ella fue derrotada por el propio Duke, quien le perdonó la vida. Al ver esto decide seguir a Duke, y descubre que en realidad Jivatma fue quien ordenó el asesinato de sus padres (al parecer Duke lo hizo en contra de su voluntad), porque no aceptaron unirse a Kusiel, el sub-sindicato que comandaba y uno más de los subordinados de Addes.
Duke le salvó la vida al recibir él un ataque de Jivatma que iba dirigido a ella. Después de que Jivatma es vencido por Alba Meira y Soiree es secuestrado, Lien decide seguir con Duke, para poder investigar más a fondo a Addes y así completar su venganza. De hecho, en realidad Duke le toma algo de afecto a Lien porque dice que ella le recuerda mucho a su hermana ya fallecida.

## KOF :Another Day
En el OVA "Another Day", Lien aparece en la Geese Tower, supuestamente para eliminar a los antiguos subordinados de Geese Howard. Ahí tiene un encuentro con Billy Kane quien estuvo a punto de vencerla, siendo salvada por Rock Howard, hijo de Geese y protegido de Terry Bogard. Ambos enfrentan y logran vencer a Billy, aunque no lo eliminan. Después Lien le dice a Rock que contra él no tiene nada, porque el decidió no seguir los pasos de su maligno padre.

## Curiosidades
- De acuerdo con el creador del juego, Falcoon, originalmente Lien Neville era el personaje más débil del juego.
- Su apodo en el juego es The Gorgeous Assassin (la bellísima asesina).
- Varios de sus trajes alternos en el KOF 2006, hacen que se parezca a varios personajes de anime y videojuegos. De hecho, su traje alterno en ambos juegos (KOF MI 1 y KOF 2006), de alguna manera le dan parecido con Lady Oscar de la serie de animeThe Rose of Versailles. Otro de sus trajes se da parecido a Char Aznable de las series Gundam And del mismo The King of Fighters. Hay un traje que es un disfraz de Whip del equipo de los Ikari Warriors.
- De acuerdo con el final de Lien en KOF MI2, Duke menciona que Lien se parece mucho a su hermana, pero que ella (la hermana de Duke) era mucho más "elegante" (graceful).
- Originalmente, Lien iba a ser introducida en la saga como la rival directa de Mai, tanto en poder como en belleza. Se iba a tratar de un duelo también entre la belleza oriental (Mai) contra la occidental (Lien). Sin embargo, las personalidades de ambas contrastaban la una con la otra (Mai sólo combate al oponente hasta ganar la pelea, mientras que Lien lo hace hasta matar a su rival). Además, dado que Lien, debido a que su peso en la historia de la saga Maximum Impact era mucho mayor que el de Mai (quien en la historia de KOF MI es prácticamente personaje de relleno al igual que la mayoría de los personajes de fatal fury y art of fighting) y es una de los personajes principales de este episodio, la idea se descartó. En el KOF 2006, Lien tendrá como rival definitiva a Leona Heidern, cuya personalidad es idéntica a la de Lien en el combate. Ambas son asesinas o mercenarias. Además, Leona tiene una participación más activa, aunque algo interesante ya que también se ha mencionado que la personalidad de Leona es el polar opuesto a la de Mai.
- Un detalle curioso de Lien es que en KOF 2006, ella se refiere a sí misma como "una zorra". De hecho, una de sus frases antes de combatir es "This is your lucky day, getting to be uthamized by a fox like me" (es tu día de suerte, a punto de ser eliminado por una zorra como yo).
- A diferencia de todos los demás personajes de KOF 2006, Lien es la única que nunca se enfrenta contra Luise Meyrink antes de pelear con Jivatma, sino que, en el juego, ella pelea contra Alba Meira, después contra Duke, y luego contra Jivatma.